# Cheirocerus goeldii
Cheirocerus goeldii är en fiskart som först beskrevs av Steindachner, 1908.  Cheirocerus goeldii ingår i släktet Cheirocerus och familjen Pimelodidae. Inga underarter finns listade i Catalogue of Life.